# Federació Catalana d'Escoltisme i Guiatge
La Federació Catalana d'Escoltisme i Guiatge (FCEG) és l'organització territorial que aplega la major part de l'escoltisme i el guiatge que es fa a Catalunya, i està reconeguda per Organització Mundial del Moviment Escolta i Associació Mundial de Noies Guies i Noies Escoltes. Aplega les associacions Acció Escolta de Catalunya, Escoltes Catalans, i Minyons Escoltes i Guies de Catalunya, sumant entre les tres més de 20.000 infants i joves (incloent 4.000 monitors i responsables). L'activitat principal de la federació és la promoció de l'escoltisme i el guiatge a la societat, i és també la via de representació internacional de l'escoltisme i el guiatge catalans a Europa i al món, com a entitat associada a la Federació d'Escoltisme a Espanya.

## Història
La FCEG es constitueix el 30 de juny de 1977 a partir de la fusió de d'Associació Catalana d'Escoltisme i Guiatge Català, tot i que no serà fins a l'any 1983. Inicialment aplegava Escoltes Catalans, Minyons Escoltes Guies Sant Jordi de Catalunya i Noies i Nois Escoltes.
L'octubre de l'any 2000 es pacta un acord d'associació entre la Federació d'Escoltisme a Espanya i la Federació Catalana d'Escoltisme i Guiatge, per qual la FCEG deixa de ser membre de ple dret de la FEE i passa a ser "entitat associada" a la FEE, amb dret a una tercera part de delegats i vots en l'OMMS. Com a part del pacte, Acció Escolta passa a formar part de FCEG, de manera que aquesta passa a agrupar la majoria dels agrupaments del territori català. L'any 1984 la Generalitat de Catalunya va atorgar a la Federació la Creu de Sant Jordi. L'any 1989 va rebre el Premi d'Honor Lluís Carulla.